# Диксон (Кентаки)
Диксон (енгл. Dixon) град је у америчкој савезној држави Кентаки.

## Демографија
По попису из 2010. године број становника је 786, што је 154 (24,4%) становника више него 2000. године.
| Група             | 2000.       | 2010.       |
| Белци             | 597 (94,5%) | 728 (92,6%) |
| Афроамериканци    | 18 (2,8%)   | 52 (6,6%)   |
| Азијати           | 1 (0,2%)    | 1 (0,1%)    |
| Хиспаноамериканци | 8 (1,3%)    | 4 (0,5%)    |
| Укупно            | 632         | 786         |